# Dorit Wahl
Dorit Wahl (* 14. August 1938 in Berlin als Dorit Paul; † 23. März 2022 ebenda) war eine deutsche Politikerin der CDU.
Wahl schloss den Besuch der Oberschule mit der mittleren Reife ab und absolvierte die Ausbildung zur Bauzeichnerin. Nach dem Besuch der Fachhochschule für Bauingenieurwesen arbeitete sie von 1961 an als Diplom-Bauingenieurin beim Department of the Air Force. Von 1984 bis 1992 war sie als technische Angestellte tätig, danach war sie Hausfrau.
1977 trat Wahl in die CDU ein, 1989 stieg sie dort zur Vorsitzenden des Ortsverbandes Lichterfelde auf. Von 1979 bis 1999 gehörte sie der Bezirksverordnetenversammlung in Steglitz an, ab 1985 als Fraktionsvorsitzende und ab 1989 als Vorsteherin. 1999 wurde sie in das Abgeordnetenhaus von Berlin gewählt, dem sie bis 2001 angehörte.